# Skåpenäs
Skåpenäs är ett naturreservat i Bengtsfors kommun i Västra Götalands län.
Området är naturskyddat sedan 2016 och är 47 hektar stort. Reservatet omfattar en sluttning/brant vid nordvästra stranden av Laxsjön. Reservatet består av lövskog med inslag av gran.